# Kawkasski Usel
Kawkasski Usel (russisch Кавказский Узел, englisch Caucasian Knot, beides für deutsch „kaukasischer Knoten“) ist eine Nachrichten-Website, die redaktionell unabhängige und parteien- und regierungsunabhängige Nachrichten aus der Großregion Kaukasien in russischer und englischer Sprache publiziert.

## Beschreibung
Der Schwerpunkt von Kawkasski Usel liegt auf Kurznachrichten aus den verschiedenen Teilregionen Kaukasiens. Weitere Themen sind das aktuelle Leben im Kaukasus, regionale Entwicklungen, Dokumente, legislative Beschlüsse unter Verwendung aktueller Berichte aus und über lokale und regionale Massenmedien, Pressefreiheit, Vergleichsdaten zur Geschichte, zu Ethnien, zu religiösen und kulturellen Traditionen, Hintergrundanalysen, wissenschaftliche Literatur, Persönlichkeiten des öffentlichen Lebens, Nichtregierungsorganisationen (NGO) und Entwicklung der Menschenrechte in den einzelnen Regionen.
Kawkasski Usel berichtet dabei aus den beiden zu Russland gehörenden Föderationskreisen Südrussland (mit den Regionen Wolgograd, Astrachan, Rostow und Krasnodar und den beiden Republiken Kalmückien und Adygeja) und Nordkaukasus (mit der Region Stawropol und den Republiken Karatschai-Tscherkessien, Kabardino-Balkarien, Nordossetien-Alanien, Inguschetien, Tschetschenien und Dagestan) und aus den drei südkaukasischen unabhängigen Staaten Georgien (mit der autonomen Republik Adscharien und den beiden abtrünnigen Gebieten Abchasien und Südossetien), Aserbaidschan (mit dem abtrünnigen Gebiet Bergkarabach) und Armenien. Für alle erwähnten Staaten und Teilgebiete existieren eigene Nachrichtenrubriken.

## Geschichte und Kooperationen
Kawkaski Usel wurde 2001 von der russischen Menschenrechtsorganisation Memorial gegründet, seit 2008 gilt das zu Memorial gehörende Informationszentrum MEMO.RU als verantwortlicher Gründer. Führender Herausgeber ist Grigori Sergejewitsch Schwedow, gleichzeitig führendes Mitglied von Memorial und Direktor von MEMO.RU. Kawkasski Usel unterhält gemeinsam mit BBC die Rubrik „Northern Caucasus in Bloggers’ Eyes“, mit Yandex die Rubrik „Maps of Peaceful Caucasus“, mit dem russischen Hydro-Meteorologischen Zentrum die Rubrik „Weather in 49 cities of the Caucasus“ und mit der Internet-Zeitung Gazeta.ru eine Interviewreihe mit führenden Politikern aller Teilregionen Kaukasiens. Hauptsächliche Kooperationspartner sind die russische Nichtregierungsorganisation „Institut für Menschenrechte“, das Informations- und Recherchezentrum „Panorama“ und „Gazeta.ru“. Kawkasski Usel erhielt 2007 den Gerd-Bucerius-Preis für freie Presse in Osteuropa, der von der Zeit und der norwegischen Organisation „Fritt ord“ (Freies Wort) gestiftet wird, und 2009 den Preis der russischen Journalistenvereinigung.

## Agenda und Bedeutung
Kawkasski Usel zählt zu den wichtigsten Online-Nachrichten-, Recherche- und wissenschaftlichen Analyseseiten über die Region Kaukasien. Durch seine Verbindung zu Memorial sieht sich Kawkasski Usel als Befürworter von Demokratie, Rechtsstaat, Zivilgesellschaft, Menschen- und Bürgerrechten, Pressefreiheit und territorialer Integrität und als Gegner des totalitären Erbes, von Unterdrückungen und Diskriminierungen. Darüber hinaus vertritt sie aber unbedingte politische Neutralität, will sich weder die Meinungen von Regierungsparteien noch von Oppositionen oder einzelnen kaukasischen Regierungen zu eigen machen. Entsprechend knapp sind viele Kurznachrichten und Texte gehalten. Nach eigenen Angaben hatte Kawkasski Usel im Dezember 2011 etwa 1,8 Millionen Leser. Umfragen des unabhängigen Meinungsforschungsinstitutes Lewada ergaben, dass Internet-User in Kaukasien ein hohes Vertrauen in Kawkasski Usel haben. Nach Angaben des Herausgebers ist ein Teil der Leser auch außerhalb Kaukasiens zu suchen, weil ein Teil der Inhalte (“hard news, features, analyses, reference data and Blogs”) auch in regionalen Medien zu finden sind.

## Aktuelle Situation
Besonders auf regionaler Ebene sind die Berichterstatter für Kawkasski Usel Einschüchterungsversuchen ausgesetzt. Die im Juli 2009 ermordete unabhängige Journalistin und Menschenrechtsaktivistin Natalja Estemirowa schrieb regelmäßig auch für Kawkasski Usel. Auch der 2013 ermordete dagestanische Journalist Achmednabi Achmednabiew, Mitherausgeber der Zeitschrift Nowoje Delo, schrieb regelmäßig für Kawkasski Usel. Aufgrund der in vielen Regionen Kaukasiens besonders für unabhängige Journalisten gefährlichen Menschenrechtslage können nicht alle regionalen Mitarbeiter unter Klarnamen arbeiten. Mit den Verlegern in Moskau stehen sie über das Internet in Kontakt. Im Mai 2009 gab Schwedow an, die Sicherheitslage für Berichterstatter in südkaukasischen Staaten sei in den vorherigen Jahren noch schlechter als im russischen Nordkaukasus geworden. Es gab mehrfach Versuche von Zentralregierungen, mehr Kontrolle über Kawkasski Usel zu erlangen, sie wird aber zunehmend toleriert.

### Memorial und MEMO als „ausländischer Agent“
Ernste Gefahren ergeben sich in jüngster Zeit aus der Situation der Trägerorganisation „Memorial“. Nach dem „Gesetz über „ausländische Agenten“ in Russland“ aus dem Jahre 2012 müssen sich Nichtregierungsorganisationen in Russland, die (auch) aus dem Ausland finanziert werden (was bei Memorial durch Gelder der Heinrich-Böll-Stiftung und in geringerem Maße der Soros-Stiftung und anderen der Fall ist), und sich „politisch betätigen“, beim Justizministerium registrieren lassen. Klageverfahren waren nicht erfolgreich, weshalb am 22. Januar 2015 schon 34 NGOs im Register online standen. darunter auch auf 8. Position von unten das Menschenrechtszentrum von Memorial (seit 21. Juli 2014). Zeitgleich versuchte das russische Justizministerium die dezentrale Struktur von Memorial in Russland zu zentralisieren. Es existiert auch ein Schließungsantrag gegen die Teilstruktur „Memorial Russland“. Schließungsversuche von Gesamt-Memorial oder MEMO.RU, das in Moskau arbeitet, aber bisher Memorial International untersteht, würden auch Kawkasski Usel treffen. Nach weiteren Aktualisierungen stehen am 16. September 2015 bereits 92 Organisationen im online einsehbaren „Agenten-Register“, darunter seit 20. November 2014 MEMO.RU, seit 25. Dezember 2014 das Sacharow-Zentrum, seit 16. Januar 2015 das Interregionale Informations- und Bildungszentrum „Memorial“ (=„Memorial Russland“) und seit 21. Juli 2015 die Teilstruktur von Memorial in der Republik Komi oder auch verschiedene Strukturen des Wahlbeobachtungszentrum Golos, das nach eigenem Bekunden seit 2013 keine Gelder aus dem Ausland mehr erhält. Damit ist zu erwarten, dass auch MEMO.RU vom Justizministerium mit Prozessen überzogen wird, bis Kawkasski Usel vielleicht nicht mehr zu finanzieren ist. Ein anderes kritisch-investigatives Medium, die Zeitung Nowaja gaseta, dessen Anzeigekunden unter Druck gesetzt wurden, kündigte im Mai 2015 die Einstellung seiner Druckausgabe an.
Am 25. November 2021 begann in Moskau der Prozess zum Verbot von „Memorial“, dessen Anklagepunkte die Mitbegründerin Irina Scherbakowa als „absurd, lächerlich und rein politisch motiviert“ bezeichnete. Einige Beobachter werten den Prozess als Zeichen, dass die Registrierung als „ausländische Agenten“ nur eine Vorstufe zur kompletten Ausschaltung regierungsunabhängiger, kritischer Organisationen (besonders Menschenrechtsorganisationen), Medien und Aktivisten der Zivilgesellschaft bildet. Das Oberste Gericht verfügte das Verbot und die Auflösung von Memorial International und aller seiner ca. 60 Unterorganisationen in Russland schließlich am 28. Dezember 2021.
Am 8. Oktober 2021 wurde auch die Betreibergesellschaft von Kawkasski Usel, MEMO vom russischen Justizministerium in die „Liste ausländischer Agenten“ gesetzt. Seitdem müssen über allen Artikeln der russischen Ausgabe, auch in einigen Kategorien der englischen Ausgabe russischsprachige Markierungen in Großbuchstaben erscheinen.

## Auszeichnungen
- Gerd Bucerius-Förderpreis Freie Presse Osteuropas (2007)[17]